# Стаднюк Олександра Олександрівна
Стаднюк Олександра Олександрівна (*16 квітня 1980, Черкаси) — українська спортсменка, змагається в стрибках в довжину та потрійному стрибку.

## Біографія
Олександра Олександрівна Стаднюк народилася 16 квітня 1980 року в м.Черкаси. До сьомого класу навчалась в м. Сміла. В 11 років почала займатися в ДЮСІП у тренера Гулі Анатолія Яковича.
В 1994 році Олександра перейшла до черкаської загальноосвітньої школи № 21 і почала тренувалась у тренера Бородіної Антоніни Георгіївни. По закінченні школи Олександра вступила до Черкаського національного університету імені Богдана Хмельницького на факультет фізичної культури, де вдосконалювала свою майстерність під керівництвом заслуженого тренера України Вавринкевича Володимира Васильовича.
У 2000 році Олександра Стаднюк виконала норматив майстра спорту України міжнародного класу, 2002 році отримала диплом магістра. З 2006 року тренується у тренера Полінкова Сергія Миколайовича.
На Чемпіонаті Світу зі стрибків у довжину Олександра показала результат 6 м 40 см.